# Lars Pingel
Lars Pingel (20. januar 1971 – 13. juni 1997 i Næstved) var en dansk cykelrytter for det nu lukkede Team Acceptcard. Lars Pingel, som var søn af den tidligere nordiske mester Ole Pingel, døde af en blodprop i hjertet 13. juni 1997, 26 år gammel.